# Gerhard Schmidt (Fußballspieler, 1899)
Gerhard Schmidt (* Juli 1899; † unbekannt) war ein deutscher Fußballspieler.

## Karriere

### Verein
Schmidt gehörte der SpVgg 1899 Leipzig-Lindenau an.
Während seiner Vereinszugehörigkeit gewann der Verein je zweimal die Meisterschaft im Gau und – durch zeitweilige Umbenennung – im Kreis Nordwestsachsen. Entsprechend oft nahm er mit seinem Verein auch an der Endrunde um die Mitteldeutsche Meisterschaft teil. Aufgrund der beiden errungenen Titeln des Mitteldeutschen Meisters nahm er auch an den beiden Endrunden um die Deutsche Meisterschaft teil. Sein Debüt gab er am 21. Mai 1922 im Stadion am Zoo, der Spielstätte des VfL Halle 1896 bei der 0:3-Viertelfinalniederlage gegen den 1. FC Nürnberg. Mit dem Viertel- und Halbfinale am 11. und 25. Mai 1924 beim 6:1-Sieg über den VfB Königsberg im Wackerstadion Debrahof, der Spielstätte des SC Wacker Leipzig – gegen den ihm mit dem Treffer zum Endstand in der 80. Minute sein einziges Tor gelang – und bei der 0:1-Niederlage im Hamburger Stadion Hoheluft gegen den Hamburger SV, bestritt er seine letzten beiden Endrundenspiele.
1926/27 bestritt er für den FC Sportfreunde Markranstädt.